# Giudice Amy
Giudice Amy (Judging Amy) è una serie televisiva statunitense prodotta dal 1999 al 2005.

## Trama
Amy Gray è una donna divorziata che ha lasciato New York con la figlia Lauren per diventare giudice minorile ad Hartford, Connecticut. Vivono in casa della madre di Amy, Maxine, un'assistente sociale molto dedita al suo lavoro. Nella sua attività di giudice, Amy può contare sulla collaborazione del cancelliere Bruce Van Exel e di Donna Kozlowski, mentre ad animarne la vita privata ci sono i suoi due fratelli, il maggiore Peter, un assicuratore, sposato con Gillian, e il minore Vincent, scrittore e giornalista.

## Episodi
| Stagione         | Episodi | Prima TV originale | Prima TV Italia |
| ---------------- | ------- | ------------------ | --------------- |
| Prima stagione   | 23      | 1999-2000          | 2001            |
| Seconda stagione | 22      | 2000-2001          | 2001            |
| Terza stagione   | 24      | 2001-2002          |                 |
| Quarta stagione  | 24      | 2002-2003          |                 |
| Quinta stagione  | 23      | 2003-2004          |                 |
| Sesta stagione   | 22      | 2004-2005          |                 |

## Distribuzione
Negli Stati Uniti la serie è stata trasmessa in prima visione da CBS. In Italia è stata trasmessa in prima visione in chiaro da Canale 5 dall'8 ottobre 2001.